# 夏晋麟
夏 晋麟（か しんりん） は中華民国の国際法学者・教育者・外交官。字は天長。

## 事跡

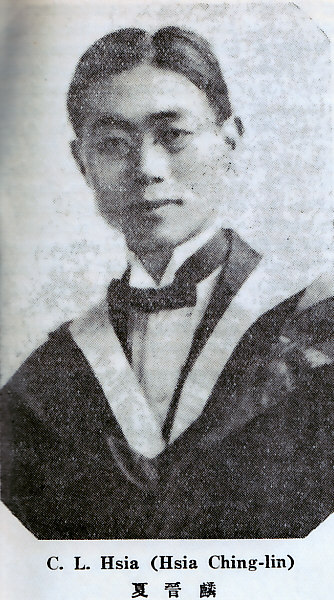
夏晋麟別影
Who's Who in China 4th ed. (1931)

郷里で初等教育を受けた後、1910年（宣統2年）より天津英華学校に入学する。1914年（民国3年）、イギリスに留学し、ロンドンのミル・ヒル学校で学んだ。その後、グラスゴー大学に進学し、科学学士を取得、さらにエディンバラ大学に入学して文学修士号、哲学博士号を取得した。
1922年（民国11年）に帰国し、威海衛回収事宜公署督弁秘書をつとめる。1923年（民国12年）からは、私立上海南方大学で文科主任・教授となった。1927年、国民政府外交部秘書となったがまもなく辞任する。以後、省立上海商科大学、東呉大学法学院で教授を兼任して国際法、外交史、英文学などを教え、さらに上海のメッドハースト・カレッジ（「麦倫書院」）校長（院長）にもなった。
1929年（民国18年）、京都で開催された第3回太平洋問題調査会に出席する。1931年（民国20年）、訪欧して軍縮会議に出席し、そのままイギリスに赴いて駐英公使館一等秘書となった。その後帰国し、1935年（民国24年）1月に中華民国立法院立法委員に任ぜられ、また持志学院教授もつとめている。国共内戦の後に台湾へ移る。1949年（民国38年）から1956年（民国45年）にかけ、国際連合で安全保障理事会中華民国副代表と経済社会理事会中華民国代表を歴任した。また、外交部顧問も務めている。1956年に外交官としての経歴を終了し、以後ニューヨークで教員となった。1993年、同地にて死去。享年98。

## 著作
- 『中國外交史研究』（英文）
- 『上海公共租界』
- 『中英脩約論』
- 『中英外交史』
- 『中國民法』
- 『我五度參加外交工作的回顧』

## 注
1. ↑  台湾で刊行された夏晋麟の回顧録『我五度參加外交工作的回顧』裏表紙掲載の経歴による。東亜問題調査会編（1941）、33頁もこれをとっている。徐主編（2007）、1139頁及び羅（2012）、161頁は1894年、劉主編（2005）、1920頁は1895年（光緒21年）、Who's Who in China 4th ed., p.143は1900年としているが、いずれも誤りと思われる。
2. 1 2 3  徐主編（2007）、1139頁。
3. 1 2 3  劉主編（2005）、1920頁。
4. 1 2 3  東亜問題調査会編（1941）、34頁。
5. ↑  『我五度參加外交工作的回顧』裏表紙掲載の経歴による。
6. ↑  羅（2012）、163頁。